# Хаджинов, Леонид Петрович
Леонид Петрович Хаджинов (28 апреля 1927 — 28 февраля 2019) — советский и украинский организатор производства, генеральный директор ПО «Запорожтрансформатор» (1978—2001).

## Биография
Родился 28 апреля 1927 года в Мариуполе в семье партийного работника. Член ВКП(б) с 1946 года.
После начала войны — в эвакуации, в 1942—1944 гг. работал в колхозе в Ошской области (Киргизия).
- 1944—1946 — ученик слесаря и слесарь на Мариупольском радиаторном заводе.
- 1946—1950 — учащийся и секретарь комитета ВЛКСМ Мариупольского металлургического техникума.
- 1950—1955 — студент Ждановского металлургического института.
- 1955—1978 — мастер, старший мастер цеха, начальник отдела, зам. начальника и начальник цеха, секретарь парткома, зам. директора Запорожского трансформаторного завода.
- 1978—1991 — генеральный директор ПО «Запорожтрансформатор».
- 1991—2001 — председатель правления ОАО «Запорожтрансформатор».
- с 2001 член наблюдательного совета, почётный президент ОАО «Запорожтрансформатор».

Депутат Верховного Совета Украинской ССР 11-го созыва.
Лауреат премии Совета Министров СССР. Заслуженный машиностроитель Украинской ССР (1977). Награждён орденами Трудового Красного Знамени, «Знак Почёта», Октябрьской революции (1977), «За заслуги» ІІІ (1995) и ІІ (1997) степеней, Почётной грамотой Президента Украины (1996).
Умер 28 февраля 2019 года.